# Luca Venantini
Luca Venantini (* 2. Dezember 1970 in New York) ist ein italienisch-US-amerikanischer Filmschauspieler.

## Leben
Luca Venantini, der Sohn des italienischen Schauspielers Venantino Venantini, ist vor allem Fans von Bud-Spencer-Filmen ein Begriff. Er verkörperte in der 1986 produzierten Filmkomödie Aladin die Hauptrolle des „Al Haddin“. Darüber hinaus stand er 1996 als Aries in Prinzessin Fantaghirò 5 vor der Filmkamera und verkörperte 2005 in Empire den römischen Soldaten „Fortunus“. Insgesamt war er bislang seit 1979 in rund 30 Film- und Fernsehproduktionen zu sehen, die in den Vereinigten Staaten und Italien entstanden.

## Filmografie (Auswahl)
- 1979: Amo non amo
- 1980: Asphaltkannibalen (Apocalypse domani)
- 1980: Ein Zombie hing am Glockenseil (City of the Living Dead)
- 1983: The Executor – Der Vollstrecker (Il giustiziere della strada)
- 1984: The Beniker Gang
- 1986: Aladin (Superfantagenio)
- 1989–1991: Classe di ferro (Fernsehserie, 22 Folgen)
- 1993: Quelli della speciale (Miniserie, 11 Folgen)
- 1993: White Fang (Fernsehserie, 3 Folgen)
- 1996: Prinzessin Fantaghirò (Fantaghirò, Miniserie, eine Folge)
- 2000: Primetime Murder
- 2005: Empire (Miniserie, 2 Folgen)
- 2008: Don Matteo (Fernsehserie, eine Folge)
- 2009: Romanzo Criminale – Der Pate von Rom (Romanzo Criminale, Fernsehserie, eine Folge)
- 2010: The Museum of Wonders
- 2012: Razzabastarda
- 2019: Flee (Kurzfilm)